# Barragem do Rio Pericumã
A Barragem do Rio Pericumã é uma barragem localizada no município de Pinheiro, no Maranhão.
Fica situada na Baixada Maranhense, no norte do estado, o maior conjunto de bacias lacustres da Região Nordeste do Brasil. A região possui um relevo plano a suavemente ondulado, com extensas áreas rebaixadas e alagadas durante o período chuvoso, dando origem a um conjunto de lagos, associados aos baixos cursos dos rios: Mearim, Grajaú, Pindaré e Pericumã.

## Construção

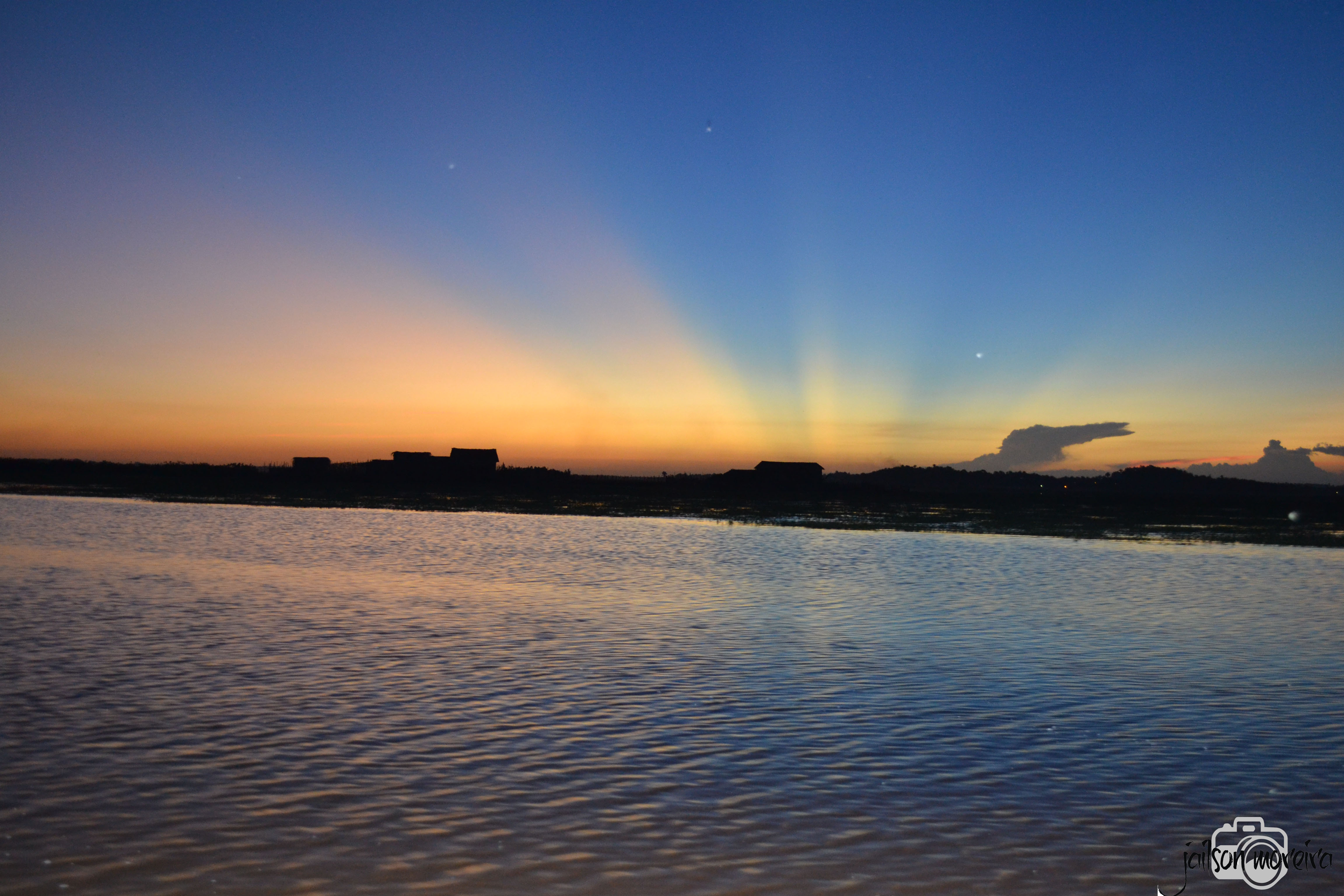
Entardecer no rio Pericumã

Foi construída no curso médio do rio Pericumã, a 40 km da sua foz e a 11 km da cidade, pelo DNOCS/Ministério do Interior, e inaugurada em 1982. Possui  275 m de comprimento por 39 m de largura e altura máxima das estruturas que chegam a 29,3 m.Tem três comportas, uma eclusa e dois diques laterais, fornecendo água e pescado para os municípios de Pinheiro, Palmeirândia, Peri-Mirim e Pedro do Rosário.
Dentre os objetivos da construção, estão: facilitar a navegação de pequenas embarcações; viabilizar a irrigação da agricultura familiar; possibilitar o abastecimento de pescado aos municípios limítrofes; evitar a penetração da água salgada, que avançava sobre o curso da água doce e os campos inundáveis de Pinheiro e adjacências; além de reduzir enchentes e controlar a vazão da água nos períodos chuvoso e de estiagem.
A obra, no entanto, enfrenta sérios problemas estruturais, pela falta de manutenção, apresentando corrosão da estrutura de ferro e danos nas comportas, carecendo de reformas e investimentos. 
Em fevereiro de 2019, ocorreu o rompimento do cabo de uma das três comportas, provocando o alagamento dos bairros de Matriz, Dondoca Soares, Campinho e Floresta, desabrigando mais de 100 famílias. Foram tomadas medidas emergenciais, mas a reforma e modernização da barragem continua pendente de recursos federais.